# Altai Tileuberdin
Altai Abylajuly Tileuberdin (kasachisch Алтай Абылайұлы Тілеубердин, russisch Алтай Аблаевич Тлеубердин Altai Ablajewitsch Tleuberdin; * 2. Oktober 1949 in Alma-Ata, Kasachische SSR) ist ein kasachischer Politiker und ehemaliger Wirtschaftsminister Kasachstans.

## Leben
Altai Tileuberdin wurde 1949 in Alma-Ata geboren. Er machte 1971 einen Abschluss in Wirtschaftswissenschaften am Institut für Volkswirtschaft in Alma-Ata.
Seine berufliche Laufbahn begann er beim Zentralen Statistischen Amt der Kasachischen SSR, wo er aber nur kurz beschäftigt war. 1972 begann er für Gosplan, das Komitee für die Wirtschaftsplanung der Sowjetunion, zu arbeiten. Ab Juli 1981 war Tileuberdin Ausbilder der Wirtschaftsabteilung des Zentralkomitees der Kommunistischen Partei Kasachstans und seit 1986 war er Leiter der Wirtschaftsabteilung des Regionalkomitees der Kommunistischen Partei Kasachstans in Alma-Ata. 1989 wurde er stellvertretender Vorsitzender des Ministerrats der Kasachischen SSR und ab Januar 1991 war er stellvertretender Vorsitzender des Ministerkabinetts der Kasachischen SSR. Nach nur wenigen Monaten wurde er im Juli 1991 Berater des Amtes des Präsidenten und des Ministerkabinetts und ab Oktober 1991 wurde er Berater des Vizepräsidenten.
Nach der Unabhängigkeit Kasachstan bekleidete Tileuberdin die Position des Vizepräsidenten Kasachstans. Ab 1993 war er Berater des kasachischen Präsidenten und ab Juni 1994 Leiter des Sekretariats des Präsidenten. Ab Oktober 1994 wurde er im Kabinett von Premierminister Äkeschan Qaschygeldin zum Wirtschaftsminister Kasachstans ernannt. Zugleich war er Vertreter der Europäischen Bank für Wiederaufbau und Entwicklung in Kasachstan. Im November 1995 wurde er durch Ömirsaq Schökejew als Wirtschaftsminister ersetzt und stattdessen erneut zum Berater des Präsidenten. Im September 1998 wurde er Leiter des Büros des Premierministers, bevor er im Oktober 1999 zum Vorsitzenden der Agentur der für die Regulierung natürlicher Monopole und den Wettbewerbsschutz ernannt wurde. Nach etwas mehr als einem Jahr wurde er am 13. Dezember 2000 nochmals zum Leiter des Büros des Premierministers. Dieses Amt bekleidete er bis Januar 2007. Nach der Parlamentswahl 2007 war Tileuberdin Abgeordneter in der Mäschilis, wo er Mitglied des Ausschusses für Agrarfragen war.